# Coppa del mondo di triathlon del 2005
La Coppa del mondo di triathlon del 2005 (XV edizione) è consistita in una serie di dodici gare, oltre a quella dei Campionati del mondo.
Tra gli uomini ha vinto lo statunitense Hunter Kemper. Tra le donne si è aggiudicata la coppa del mondo l'australiana Annabel Luxford.

## Risultati

### Classifica generale

#### Élite Uomini
| Pos. | Nome              | Paese         | Punti |
| ---- | ----------------- | ------------- | ----- |
|      | Hunter Kemper     | Stati Uniti   | 337   |
|      | Brad Kahlefeldt   | Australia     | 274   |
|      | Tim Don           | Regno Unito   | 265   |
| 4    | Courtney Atkinson | Australia     | 241   |
| 5    | Reto Hug          | Svizzera      | 206   |
| 6    | Bevan Docherty    | Nuova Zelanda | 172   |
| 7    | Matthew Reed      | Stati Uniti   | 163   |
| 8    | Kris Gemmell      | Nuova Zelanda | 161   |
| 9    | Andy Potts        | Stati Uniti   | 160   |
| 10   | Frédéric Belaubre | Francia       | 156   |

#### Élite donne
| Pos. | Nome              | Paese         | Punti |
| ---- | ----------------- | ------------- | ----- |
|      | Annabel Luxford   | Australia     | 431   |
|      | Emma Snowsill     | Australia     | 357   |
|      | Vanessa Fernandes | Portogallo    | 320   |
| 4    | Laura Bennett     | Stati Uniti   | 202   |
| 5    | Andrea Whitcombe  | Regno Unito   | 195   |
| 6    | Michelle Dillon   | Regno Unito   | 187   |
| 7    | Sheila Taormina   | Stati Uniti   | 180   |
| 8    | Samantha Warriner | Nuova Zelanda | 179   |
| 9    | Kiyomi Niwata     | Giappone      | 168   |
| 10   | Anja Dittmer      | Germania      | 157   |

### La serie
Honolulu - Stati Uniti d'America 
16 aprile 2005
| Pos. | Uomini            | Uomini      | Uomini   | Donne           | Donne     | Donne    |
| Pos. | Atleta            | Paese       | Tempo    | Atleta          | Paese     | Tempo    |
| ---- | ----------------- | ----------- | -------- | --------------- | --------- | -------- |
|      | Tim Don           | Regno Unito | 01:54:23 | Emma Snowsill   | Australia | 02:04:39 |
|      | Hunter Kemper     | Stati Uniti | 01:54:24 | Loretta Harrop  | Australia | 02:06:35 |
|      | Courtney Atkinson | Australia   | 01:54:31 | Annabel Luxford | Australia | 02:06:38 |

Mazatlán - Messico 
24 aprile 2005
| Pos. | Uomini        | Uomini      | Uomini   | Donne             | Donne      | Donne    |
| Pos. | Atleta        | Paese       | Tempo    | Atleta            | Paese      | Tempo    |
| ---- | ------------- | ----------- | -------- | ----------------- | ---------- | -------- |
|      | Hunter Kemper | Stati Uniti | 01:50:32 | Vanessa Fernandes | Portogallo | 02:01:56 |
|      | Matthew Reed  | Stati Uniti | 01:50:47 | Jill Savege       | Canada     | 02:03:51 |
|      | Maik Petzold  | Germania    | 01:50:55 | Joelle Franzmann  | Germania   | 02:04:32 |

Mooloolaba - Australia 
1 maggio 2005
| Pos. | Uomini            | Uomini      | Uomini   | Donne           | Donne     | Donne    |
| Pos. | Atleta            | Paese       | Tempo    | Atleta          | Paese     | Tempo    |
| ---- | ----------------- | ----------- | -------- | --------------- | --------- | -------- |
|      | Simon Thompson    | Australia   | 01:58:38 | Loretta Harrop  | Australia | 02:08:26 |
|      | Courtney Atkinson | Australia   | 01:59:05 | Emma Snowsill   | Australia | 02:10:11 |
|      | Paul Amey         | Regno Unito | 01:59:35 | Annabel Luxford | Australia | 02:11:29 |

Ishigaki - Giappone 
15 maggio 2005
| Pos. | Uomini            | Uomini      | Uomini   | Donne             | Donne         | Donne    |
| Pos. | Atleta            | Paese       | Tempo    | Atleta            | Paese         | Tempo    |
| ---- | ----------------- | ----------- | -------- | ----------------- | ------------- | -------- |
|      | Courtney Atkinson | Australia   | 01:47:08 | Samantha Warriner | Nuova Zelanda | 02:00:39 |
|      | Hunter Kemper     | Stati Uniti | 01:47:15 | Kiyomi Niwata     | Giappone      | 02:00:59 |
|      | Victor Plata      | Stati Uniti | 01:47:24 | Akiko Sekine      | Giappone      | 02:01:31 |

Madrid - Spagna 
5 giugno 2005
| Pos. | Uomini                 | Uomini      | Uomini   | Donne             | Donne      | Donne    |
| Pos. | Atleta                 | Paese       | Tempo    | Atleta            | Paese      | Tempo    |
| ---- | ---------------------- | ----------- | -------- | ----------------- | ---------- | -------- |
|      | Tim Don                | Regno Unito | 01:55:28 | Vanessa Fernandes | Portogallo | 02:06:19 |
|      | Volodymyr Polikarpenko | Ucraina     | 01:55:30 | Annabel Luxford   | Australia  | 02:07:55 |
|      | Reto Hug               | Svizzera    | 01:55:31 | Ana Burgos Acuña  | Spagna     | 02:09:02 |

Corner Brook - Canada 
17 luglio 2005
| Pos. | Uomini       | Uomini      | Uomini   | Donne            | Donne       | Donne    |
| Pos. | Atleta       | Paese       | Tempo    | Atleta           | Paese       | Tempo    |
| ---- | ------------ | ----------- | -------- | ---------------- | ----------- | -------- |
|      | Tim Don      | Regno Unito | 01:54:00 | Andrea Whitcombe | Regno Unito | 02:08:47 |
|      | Victor Plata | Stati Uniti | 01:54:36 | Julie Ertel      | Stati Uniti | 02:09:38 |
|      | Bruno Pais   | Portogallo  | 01:54:46 | Kiyomi Niwata    | Giappone    | 02:09:48 |

Edmonton - Canada 
23 luglio 2005
| Pos. | Uomini        | Uomini      | Uomini   | Donne           | Donne       | Donne    |
| Pos. | Atleta        | Paese       | Tempo    | Atleta          | Paese       | Tempo    |
| ---- | ------------- | ----------- | -------- | --------------- | ----------- | -------- |
|      | Andy Potts    | Stati Uniti | 01:46:30 | Emma Snowsill   | Australia   | 01:58:11 |
|      | Hunter Kemper | Stati Uniti | 01:47:06 | Annabel Luxford | Australia   | 01:59:01 |
|      | Matthew Reed  | Stati Uniti | 01:47:28 | Joanna Zeiger   | Stati Uniti | 01:59:50 |

Salford - Regno Unito 
31 luglio 2005
| Pos. | Uomini            | Uomini      | Uomini   | Donne             | Donne         | Donne    |
| Pos. | Atleta            | Paese       | Tempo    | Atleta            | Paese         | Tempo    |
| ---- | ----------------- | ----------- | -------- | ----------------- | ------------- | -------- |
|      | Frédéric Belaubre | Francia     | 01:51:35 | Liz Blatchford    | Regno Unito   | 02:03:39 |
|      | Filip Ospalý      | Rep. Ceca   | 01:51:45 | Samantha Warriner | Nuova Zelanda | 02:04:00 |
|      | Tim Don           | Regno Unito | 01:51:50 | Helen Jenkins     | Regno Unito   | 02:04:06 |

Amburgo - Germania 
6 agosto 2005
| Pos. | Uomini        | Uomini    | Uomini   | Donne             | Donne         | Donne    |
| Pos. | Atleta        | Paese     | Tempo    | Atleta            | Paese         | Tempo    |
| ---- | ------------- | --------- | -------- | ----------------- | ------------- | -------- |
|      | Filip Ospalý  | Rep. Ceca | 01:45:33 | Samantha Warriner | Nuova Zelanda | 01:57:39 |
|      | Reto Hug      | Svizzera  | 01:45:33 | Ana Burgos Acuña  | Spagna        | 01:57:53 |
|      | Sven Riederer | Svizzera  | 01:45:33 | Annabel Luxford   | Australia     | 01:58:14 |

Tiszaújváros - Ungheria 
14 agosto 2005
| Pos. | Uomini            | Uomini     | Uomini   | Donne           | Donne       | Donne    |
| Pos. | Atleta            | Paese      | Tempo    | Atleta          | Paese       | Tempo    |
| ---- | ----------------- | ---------- | -------- | --------------- | ----------- | -------- |
|      | Dmitriy Gaag      | Kazakistan | 01:45:52 | Annabel Luxford | Australia   | 01:55:12 |
|      | Brad Kahlefeldt   | Australia  | 01:45:52 | Christiane Pilz | Germania    | 01:57:18 |
|      | Courtney Atkinson | Australia  | 01:46:08 | Sheila Taormina | Stati Uniti | 01:57:29 |

Gamagōri - Giappone 
11 settembre 2005
| Pos. | Uomini          | Uomini    | Uomini   | Donne           | Donne       | Donne    |
| Pos. | Atleta          | Paese     | Tempo    | Atleta          | Paese       | Tempo    |
| ---- | --------------- | --------- | -------- | --------------- | ----------- | -------- |
|      | Peter Robertson | Australia | 01:49:31 | Emma Snowsill   | Australia   | 01:58:02 |
|      | Reto Hug        | Svizzera  | 01:49:36 | Annabel Luxford | Australia   | 01:59:42 |
|      | Brad Kahlefeldt | Australia | 01:49:44 | Laura Bennett   | Stati Uniti | 01:59:55 |

Pechino - Cina 
17 settembre 2005
| Pos. | Uomini            | Uomini      | Uomini   | Donne             | Donne       | Donne    |
| Pos. | Atleta            | Paese       | Tempo    | Atleta            | Paese       | Tempo    |
| ---- | ----------------- | ----------- | -------- | ----------------- | ----------- | -------- |
|      | Hunter Kemper     | Stati Uniti | 01:49:51 | Vanessa Fernandes | Portogallo  | 02:01:35 |
|      | Frédéric Belaubre | Francia     | 01:49:55 | Sheila Taormina   | Stati Uniti | 02:03:19 |
|      | Jan Frodeno       | Germania    | 01:50:05 | Helen Jenkins     | Regno Unito | 02:03:34 |

New Plymouth - Nuova Zelanda 
13 novembre 2005
| Pos. | Uomini         | Uomini        | Uomini   | Donne             | Donne      | Donne    |
| Pos. | Atleta         | Paese         | Tempo    | Atleta            | Paese      | Tempo    |
| ---- | -------------- | ------------- | -------- | ----------------- | ---------- | -------- |
|      | Bevan Docherty | Nuova Zelanda | 01:54:29 | Vanessa Fernandes | Portogallo | 02:04:51 |
|      | Kris Gemmell   | Nuova Zelanda | 01:54:31 | Annabel Luxford   | Australia  | 02:06:03 |
|      | Rasmus Henning | Danimarca     | 01:54:34 | Emma Snowsill     | Australia  | 02:06:11 |